# Головчинский, Александр Ярославич
Князь Александр Ярославич Головчинский (ок. 1570 — 17 мая 1617) — государственный деятель Великого княжества Литовского, каштелян жемайтский (1604—1614) и воевода мстиславский (1614—1617). Староста лидский (1602—1613) и вилькийский (с 1616).

## Биография
Представитель княжеского рода Головчинских (Рюриковичи) герба «Лебедь». Сын князя Ярослава Ярославича Головчинского (? — 1622) от брака с Констанцией Иеронимовной Ходкевич. Брат — каштелян мстиславский Константин Головчинский (? — 1620).
Участвовал в войне Речи Посполитой и Русским государством (Смоленская кампания 1609), в мирных переговорах с московскими послами в 1615 году. Перешел из православия в католицизм.
В 1602 году князь Александр Головчинский получил во владение староство лидское, в 1604 году стал каштеляном жемайтским.
В 1614 году А. Я. Головчинский получил должность воеводы мстиславского, а в 1616 году приобрел староство вилькийское.
В мае 1617 года князь Александр Головчинский скончался.

## Семья и дети
Был женат с 1593 года на Эльжбете Волович, дочери старосты слонимского Михаила Воловича. Их дети:
- Самуэль Головчинский, хорунжий оршанский
- Анна Головчинская (? — 1643), жена с 1619 года писаря польного литовского Криштофа Стефана Сапеги (1590—1627).